# Bahía Choiseul
La bahía Choiseul es una bahía en la parte noroeste de la isla Choiseul, Islas Salomón, a 6°42′00″S 156°26′00″E / -6.7, 156.4333333.